# NGC 6395
NGC 6395 é uma galáxia espiral (Sc/P) localizada na direcção da constelação de Draco. Possui uma declinação de +71° 05' 50" e uma ascensão recta de 17 horas, 26 minutos e 31,0 segundos.
A galáxia NGC 6395 foi descoberta em 18 de Setembro de 1884 por Edward D. Swift.